# Aqua Blue Sport
Aqua Blue Sport war ein irisches Radsportteam.
Die Mannschaft wurde im Vorfeld der Straßenradsportsaison 2017 gegründet und erhielt eine Lizenz als UCI Professional Continental Team. Sie war damit das erste irische Professional Continental Team.

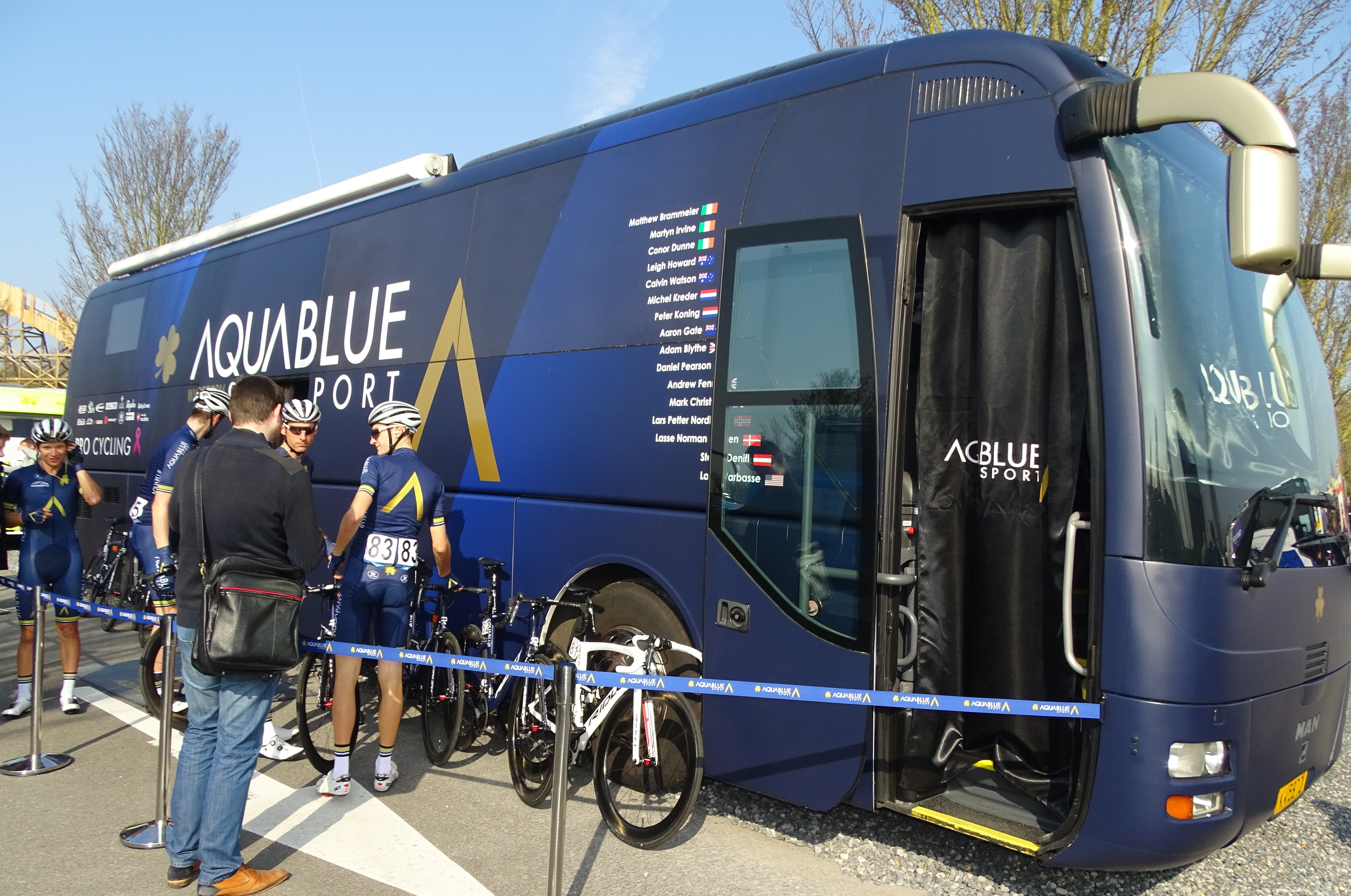

Aqua Blue Sport erhielt für die Vuelta a España 2017 eine Wildcard und erzielte dort mit dem Sieg von Stefan Denifl auf der Königsetappe den größten Erfolg der Teamgeschichte. Gleichwohl wurde die Mannschaft zur Vuelta a España 2018 nicht eingeladen, was die Teamleitung scharf kritisierte. Während der Saison 2018 gelangen dem Team keine größeren Erfolge mehr. Zur Saisonmitte wurde der Radausstatter gewechselt. Denifl und sein Kollege Adam Blythe gaben dem bisherigen Ausrüster 3T Cycling, der Rennmaschinen mit nur einem Kettenblatt lieferte, eine Teilschuld an der Erfolglosigkeit des Teams, da die Kette häufig heruntergefallen sei und Fahrer Knieschmerzen bekommen hätten. Nachdem Fusionsverhandlungen mit Vérandas Willems-Crelan gescheitert waren, gab das Management im August 2018 bekannt, dass es zum Ende der Saison seinen Betrieb einstellen werde. Der Rennbetrieb endete aufgrund finanzieller Schwierigkeiten tatsächlich bereits im September. Im gleichen Monat konnte der Teambetreiber die Gehaltszahlungen nicht mehr vornehmen und forderte das Personal auf, über ihn die bei der Union Cycliste Internationale im Rahmen der Lizenzierung hinterlegte Bankgarantie in Anspruch zu nehmen.

## Saison 2018

### Erfolge in der UCI Europe Tour
In der Saison 2018 gelangen dem Team nachstehende Erfolge in der UCI Europe Tour.
| Datum     | Rennen                       | Kat. | Sieger              |
| --------- | ---------------------------- | ---- | ------------------- |
| 17. Juni  | Elfstedenronde               | 1.1  | Adam Blythe         |
| 1. August | 1. Etappe Dänemark-Rundfahrt | 2.HC | Lasse Norman Hansen |

### Erfolge in der UCI Oceania Tour
In der Saison 2018 gelangen dem Team nachstehende Erfolge in der UCI Oceania Tour.
| Datum      | Rennen                    | Kat. | Sieger              |
| ---------- | ------------------------- | ---- | ------------------- |
| 1. Februar | 1. Etappe Herald Sun Tour | 2.1  | Lasse Norman Hansen |

### Erfolge in den Nationalen Straßen-Radsportmeisterschaften
In den Rennen der Nationalen Straßen-Radsportmeisterschaften 2018 konnte das Team nachstehende Titel erringen.
| Datum   | Rennen                                | Sieger      |
| ------- | ------------------------------------- | ----------- |
| 1. Juli | Irische Meisterschaft – Straßenrennen | Conor Dunne |

### Mannschaft
| Teamkader 2018                            | Teamkader 2018     | Teamkader 2018         | Teamkader 2018                     |
| Name                                      | Geburtsdatum       | Land                   | Vorheriges Team                    |
| ----------------------------------------- | ------------------ | ---------------------- | ---------------------------------- |
| Shane Archbold                            | 2. Februar 1989    | Neuseeland             | Bora-Hansgrohe (2017)              |
| Adam Blythe                               | 1. Oktober 1989    | Vereinigtes Königreich | Tinkoff (2016)                     |
| Matthew Brammeier (1. Jan.–26. Jun.)      | 7. Juni 1985       | Irland                 | Dimension Data (2016)              |
| Mark Christian                            | 20. November 1990  | Vereinigtes Königreich | Team Wiggins (2016)                |
| Stefan Denifl                             | 22. September 1987 | Österreich             | IAM Cycling (2016)                 |
| Eddie Dunbar (1. Jan.–12. Sep., Anm.)     | 1. September 1996  | Irland                 | Axeon-Hagens Berman (2017)         |
| Conor Dunne                               | 22. Januar 1992    | Irland                 | JLT Condor (2016)                  |
| Andrew Fenn                               | 1. Juli 1990       | Vereinigtes Königreich | Team Sky (2016)                    |
| Aaron Gate                                | 26. November 1990  | Neuseeland             | An Post-ChainReaction (2016)       |
| Lasse Norman Leth                         | 11. Februar 1992   | Dänemark               | Stölting Service Group (2016)      |
| Peter Koning                              | 3. Dezember 1990   | Niederlande            | Drapac Professional Cycling (2016) |
| Michel Kreder                             | 15. August 1987    | Niederlande            | Roompot-Oranje Peloton (2016)      |
| Daniel Pearson                            | 26. Februar 1994   | Vereinigtes Königreich | Team Wiggins (2016)                |
| Casper Pedersen                           | 15. März 1996      | Dänemark               | Giant-Castelli (2017)              |
| Lawrence Warbasse                         | 28. Juni 1990      | Vereinigte Staaten     | IAM Cycling (2016)                 |
| Calvin Watson                             | 6. Januar 1993     | Australien             | An Post-ChainReaction (2016)       |
|                                           |                    |                        |                                    |
| Quellen: ProCyclingStats Cycling Quotient |                    |                        |                                    |

Anmerkung: Eddie Dunbar, Teamwechsel

## Saison 2017

### Erfolge in der UCI WorldTour
In der Saison 2017 gelangen dem Team nachstehende Erfolge in der UCI WorldTour.
| Datum        | Rennen                     | Fahrer            |
| ------------ | -------------------------- | ----------------- |
| 13. Juni     | 4. Etappe Tour de Suisse   | Lawrence Warbasse |
| 6. September | 17. Etappe Vuelta a España | Stefan Denifl     |

### Erfolge in der UCI Europe Tour
In der Saison 2017 gelangen dem Team nachstehende Erfolge in der UCI Europe Tour.
| Datum      | Rennen                             | Kat. | Fahrer        |
| ---------- | ---------------------------------- | ---- | ------------- |
| 2.–8. Juli | Gesamtwertung Österreich-Rundfahrt | 2.1  | Stefan Denifl |

### Erfolge in den Nationalen Straßen-Radsportmeisterschaften
In den Rennen der Nationalen Straßen-Radsportmeisterschaften 2017 konnte das Team nachstehende Titel erringen.
| Datum    | Rennen                                         | Sieger            |
| -------- | ---------------------------------------------- | ----------------- |
| 25. Juni | US-amerikanische Meisterschaft – Straßenrennen | Lawrence Warbasse |

### Mannschaft
| Teamkader 2017                            | Teamkader 2017     | Teamkader 2017         | Teamkader 2017                     |
| Name                                      | Geburtsdatum       | Land                   | Vorheriges Team                    |
| ----------------------------------------- | ------------------ | ---------------------- | ---------------------------------- |
| Adam Blythe                               | 1. Oktober 1989    | Vereinigtes Königreich | Tinkoff (2016)                     |
| Matthew Brammeier                         | 7. Juni 1985       | Irland                 | Dimension Data (2016)              |
| Mark Christian                            | 20. November 1990  | Vereinigtes Königreich | Team Wiggins (2016)                |
| Stefan Denifl                             | 22. September 1987 | Österreich             | IAM Cycling (2016)                 |
| Conor Dunne                               | 22. Januar 1992    | Irland                 | JLT Condor (2016)                  |
| Andrew Fenn                               | 1. Juli 1990       | Vereinigtes Königreich | Team Sky (2016)                    |
| Aaron Gate                                | 26. November 1990  | Neuseeland             | An Post-ChainReaction (2016)       |
| Lasse Norman Leth                         | 11. Februar 1992   | Dänemark               | Stölting Service Group (2016)      |
| Leigh Howard                              | 18. Oktober 1989   | Australien             | IAM Cycling (2016)                 |
| Martyn Irvine                             | 6. Juni 1985       | Irland                 | Madison Genesis (2015)             |
| Peter Koning                              | 3. Dezember 1990   | Niederlande            | Drapac Professional Cycling (2016) |
| Michel Kreder                             | 15. August 1987    | Niederlande            | Roompot-Oranje Peloton (2016)      |
| Lars Petter Nordhaug                      | 14. Mai 1984       | Norwegen               | Team Sky (2016)                    |
| Daniel Pearson                            | 26. Februar 1994   | Vereinigtes Königreich | Team Wiggins (2016)                |
| Lawrence Warbasse                         | 28. Juni 1990      | Vereinigte Staaten     | IAM Cycling (2016)                 |
| Calvin Watson                             | 6. Januar 1993     | Australien             | An Post-ChainReaction (2016)       |
|                                           |                    |                        |                                    |
| Quellen: ProCyclingStats Cycling Quotient |                    |                        |                                    |